# Туристичка организација Јахорина
| Туристичка организација Јахорина |                                                              |
|                                  |                                                              |
| Оснивач:                         | Град Источно Сарајево                                        |
| Основано:                        | 1999.                                                        |
| Седиште:                         | Стјепана Лучића бб, · Град Источно Сарајево Република Српска |
| Веб презентација                 | https://istocnosarajevo.travel/                              |
| Контакт:                         | +387 57 201 280, 201 281                                     |

Туристичка организација Јахорина основана је као Туристичка организација града Источно Сарајево, Одлуком Скупштине града 1999. године, ради вршења послова којима се обезбеђује остваривање права и задовољавање потреба грађана у области туризма и ради развоја, очувања и заштите туристичких вредности на територији Града Источно Сарајево.
Туристичка организација послује под именом: Јавна установа „Туристичка организација града Источно Сарајево”.

## Делатност, циљеви и услуге
Туристичка организација је основана ради обављања следећих послова:
- промоције туристичких производа и туристичке понуде Града Источно Сарајево са посебним акцентом на Јахорину као најзначајнију туристичку дестинацију,
- подстицања и унапређивања развоја постојећег и новог туристичког производа,
- унапређење и развијање свијести о значају туризма, привредним, друштвеним, културним и мултипликованим ефектима туризма на цјелокупни привредни систем,
- унапређење општих услова боравка туриста и пружање информација туристима,
- издавачка делатност: каталог хотелског смјештаја, каталог приватног смештаја, водичи, флајери, туристичке карте, разгледнице,
- организација или учешће у организацији манифестација које су у функцији промоције и унапређења туристичке понуде,
- медијска презентација,
- активности на развоју стратешких праваца у унапређењу туристичке понуде,
- буђење еколошке свести као и активности на очувању животне средине.

Везано за планине Јахорину, Романију, Требевић и Озрен могуће је остварити низ активности од пешачења, вожње квада и бицикла, скијања, параглајдинг, до спелеологије, планинарења као и шетња по стази на стенама Via Ferrata „Соколов пут” на  Романији

## Виа ферата „Соколов пут”
Виа ферата „Соколов пут” је осигурани планинарски пут односно стаза по стенама уређене челичним помагалима, намењена свима, поготово онима без претходног алпинистичког искуства. Налази се у подручју Црвених стијена на Романији.
Дужина ферате износи 350 метара, са два висећа моста и висинско разликом од око 160 метара, представља јединствену атракцију у БиХ.
Полазно место ферате налази се у самом подножју Црвених стена, до које вам је од планинарског дома Гласинца на Равној Романији потребно око 20 минута хода кроз шуму. Од почетка до краја ферате, то јесте, до успона на сами врх Црвених стијена, потребно вам је око 1.30 ч.
Фератом могу да се крећу углавном психофизички спремни планинари, који знају како се користи сертификована опрема, која укључује појас, шлем и виа ферата сет. Није дозвољено кретање неискусним пењачима и малолетним лицима, без пратње пунолетне особе. 